# 嵐 Single Collection 1999-2001
『嵐 Single Collection 1999-2001』（あらし シングル コレクション 1999-2001）は、日本の男性アイドルグループ・嵐のシングル・コレクション。2002年5月16日にジェイ・ストームから発売された。

## 解説
J Stormから発売された初のアルバム。オリコンチャート最高順位は4位で、2023年現在、嵐のCD作品では最も低い。
ポニーキャニオン所属時に発売された6枚のシングルをカップリング含めすべて収録したベストアルバム。そのため、当時J Stormから発表されていたシングル「a Day in Our Life」「ナイスな心意気」は未収録。
J Stormは、当時525円のシングルを発売するなどの低価格戦略をとっていたことから、当作品も2625円と通常のアルバムよりも低価格で発売された。これは、次作のオリジナルアルバム『HERE WE GO!』にも引き継がれた。

## 収録曲
1. A・RA・SHI [4:29]
  - 1stシングル
2. 明日に向かって [4:35]
  - 1stシングルカップリング曲
3. SUNRISE日本 [4:45]
  - 2ndシングルの1曲目
4. HORIZON [5:11]
  - 2ndシングルの2曲目
5. 台風ジェネレーション -Typhoon Generation- [5:02]
  - 3rdシングル
6. 明日に向かって吠えろ [5:22]
  - 3rdシングルカップリング曲
7. 感謝カンゲキ雨嵐 [4:49]
  - 4thシングル
8. OK! ALL RIGHT! いい恋をしよう [4:36]
  - 4thシングルカップリング曲
9. 君のために僕がいる [3:47]
  - 5thシングル
10. はなさない! [5:01]
  - 5thシングルカップリング曲
11. 時代 [4:56]
  - 6thシングル
12. 恋はブレッキー [4:34]
  - 6thシングルカップリング曲